# Rubus centralis
Rubus centralis är en rosväxtart som beskrevs av Liberty Hyde Bailey. Rubus centralis ingår i släktet rubusar, och familjen rosväxter. Inga underarter finns listade i Catalogue of Life.